# مارفين بارك
مارفن مارفن أولاوالي أكينلابي (بالإسبانية: Marvin Olawale Akinlabi Park؛ مواليد 3 يوليو 2000) هو لاعب كرة قدم إسباني يلعب في مركز الوسط الهجومي مع نادي لاس بالماس.

## مسيرته الكروية
وُلد مارفن في ميورقة، جزر البليار، وقد مثّل سبورتينغ سيوتات دي بالما (لفترتان)، وترانمير روفرز، إس دي لا سال، وإيه دي بينيا أرابال قبل انضمامه إلى لا فابريكا في ريال مدريد في عام 2016. شارك لأول مرة مع الفريق الاحتياطي في 25 أغسطس 2019، حيث دخل كبديل في الشوط الثاني عن ميغيل بايزا في مباراة التعادل 1–1 في الدوري الإسباني الدرجة الثانية بي خارج أرضه ضد لاس روزاس.
سجل مارفن هدفه الأول في 26 أكتوبر 2019، مسجلاً الهدف الأول في الخسارة 1–2 على أرضه أمام راسينغ فيرول. أنهى موسمه الأول مع الكبار بثلاثة أهداف في 26 مباراة، حيث تم تقليص الموسم بسبب جائحة فيروس كورونا، كما ساعد أيضًا فريق الشباب تحت 20 سنة على الفوز الدوري الأوروبي للشباب 2019–20.
شارك مارفن مع الفريق الأول – والدوري الإسباني – لأول مرة في 20 سبتمبر 2020، حيث دخل كبديل عن رودريغو في مباراة التعادل السلبي 0–0 خارج أرضه أمام ريال سوسيداد.

## مسيرته الدولية
ولد مارفن في إسبانيا لأب نيجيري وأم كورية جنوبية. مثّل منتخب إسبانيا تحت 19 سنة مرة واحدة في مباراة ودية انتهت بالخسارة 3–0 أمام إيطاليا في 16 يناير 2019.

## الإنجازات
ريال مدريد
- الدوري الأوروبي للشباب: 2019–20[4]

## وصلات خارجية
- مارفين بارك على موقع الاتحاد الأوربي (الإنجليزية)
- مارفين بارك على موقع قاعدة بيانات كرة القدم.إي يو (الإنجليزية)
- مارفين بارك على موقع Soccerway.com (الإنجليزية)
- مارفين بارك على موقع عالم كرة القدم.نت (الإنجليزية)